# Нексеря
Нексеря — река в России, протекает по Гагинскому району Нижегородской области. Устье реки находится в 14 км по правому берегу реки Аратка. Длина реки составляет 12 км.
Исток реки западнее села Итманово в 23 км юго-западнее райцентра, села Гагино. Генеральное направление течения — восток, река течёт по безлесой местности, протекает по северной окраине села Итманово, пятью километрами ниже впадает в Аратку.

## Данные водного реестра
По данным государственного водного реестра России относится к Верхневолжскому бассейновому округу, водохозяйственный участок реки — Сура от устья реки Алатырь и до устья, речной подбассейн реки — Сура. Речной бассейн реки — (Верхняя) Волга до Куйбышевского водохранилища (без бассейна Оки).
Код объекта в государственном водном реестре — 08010500412110000039586.